# Breendonk
Breendonk ist ein Ortsteil der Gemeinde Puurs-Sint-Amands in der Belgischen Provinz Antwerpen und 
hat eine Fläche von 8,01 km² und eine Bevölkerung von 2640 Einwohnern (2001).
Bei der belgischen Gemeindereform 1977 wurde das Gemeindegebiet des bis dahin selbständigen Dorfes Breendonk zweigeteilt. Der Teil westlich der Autobahn A12 wurde als Ortsteil nach Puurs eingemeindet und der Teil östlich davon mit dem Fort Breendonk wurde in die Gemeinde Willebroek eingegliedert. Hierdurch liegt das Fort nicht mehr im Ortsgebiet von Breendonk.
Breendonk ist der Standort der Brauerei Duvel Moortgat. Hier werden unter anderem die Biermarken Duvel und Vedett gebraut.

## Bevölkerungsentwicklung
| Jahr | Einwohnerzahl |
| ---- | ------------- |
| 1806 | -             |
| 1816 | -             |
| 1830 | -             |
| 1846 | 1629          |
| 1856 | 1675          |
| 1866 | 1727          |
| 1876 | 1828          |
| 1880 | 1890          |
| 1890 | 2052          |

| Jahr | Einwohnerzahl |
| ---- | ------------- |
| 1900 | 2170          |
| 1910 | 2481          |
| 1920 | 2325          |
| 1930 | 2505          |
| 1947 | 2751          |
| 1961 | 3084          |
| 1970 | 3318          |
| 1976 | 3540          |